# Bare (film)
Pour les articles homonymes, voir Bare.
Pour plus de détails, voir Fiche technique et Distribution.
Bare est un film américain de 2015 écrit et réalisé par Natalia Leite.

## Synopsis
Sarah Barton vit avec sa mère dans une petite ville du désert du Nevada et travaille comme caissière.  Après qu'une plainte d'un collègue de travail lui ait fait perdre son emploi, elle rencontre Pepper, une vagabonde qu'elle découvre squattant un magasin d'antiquités appartenant à sa famille.  Intriguée par Pepper, Sarah lui permet de rester dans le magasin jusqu'à ce qu'elle trouve un endroit pour vivre ailleurs.  Sarah commence à traîner avec Pepper et se laisse entraîner dans son style de vie festif, au grand dam de son petit ami, Haden, qui ne comprend pas pourquoi elle a si peu de temps pour lui.  Haden lui propose de lui trouver un emploi là où il travaille et de la laisser rester avec lui, mais elle décline les deux offres.
Lors d'un voyage à Reno, Sarah suit Pepper qui escroque de l'argent à un joueur de blackjack.  Après avoir fêté leurs gains, Pepper révèle qu'elle travaille dans un club de strip-tease, le Blue Room, en tant que barman.  Sarah commence par travailler dans un fast-food, mais elle s'essaie bientôt au strip-tease.  Les strip-teaseuses sont hilares lorsque Sarah leur suggère que Pepper est barman.  L'une des strip-teaseuses donne à Sarah un échantillon gratuit d'une drogue non spécifiée (probablement de la cocaïne), et Sarah monte sur scène.  Après que Sarah et Pepper aient ingéré du peyotl dans le désert, Pepper admet que le strip-tease est une dépendance et qu'il est difficile de s'arrêter, car l'argent est facile.  Les deux femmes se promettent l'une à l'autre que l'une d'elles arrêtera si l'autre le fait.  Les deux femmes se confessent alors leur attirance mutuelle et font l'amour pour la première fois.
Pendant ce temps, les autres amies de Haden et Sarah s'inquiètent pour elle, ne sachant rien de sa nouvelle vie.  Sarah rompt avec Haden, lui disant qu'ils ont pris des chemins différents.  Lorsque les autres strip-teaseuses lui disent que Pepper a travaillé dans le passé comme recruteur et a séduit d'autres femmes, Sarah s'inquiète d'avoir été utilisée.  Pepper nie d'abord tout, mais admet avoir travaillé dans le passé comme recruteur. Elle nie avoir intentionnellement recruté Sarah ou l'avoir utilisée.  Après leur réconciliation, Sarah insiste pour rembourser les dettes de Pepper afin qu'elles puissent s'enfuir ensemble et recommencer à zéro ailleurs.
Cependant, une altercation éclate au club de strip-tease lorsqu'un homme accuse Pepper de ne pas avoir remboursé la totalité de la dette.  Sarah intervient en faveur de Pepper, mais panique lorsqu'elle voit Haden et un autre ami s'apprêter à entrer dans le club.  Alors qu'elle tente de s'éclipser sans se faire remarquer, Haden la découvre et la réprimande.  Un flic, attiré par la perturbation, interrompt la scène et arrête Sarah pour possession d'une substance contrôlée lorsqu'elle laisse accidentellement tomber de la drogue.  Dénoncée comme strip-teaseuse et consommatrice de drogue, Sarah tente d'abord de retrouver ses amis, mais les trouve non-réceptifs.  Après avoir proposé à sa mère de lui rembourser sa caution en travaillant dans le fast-food où elle s'était inscrite, les deux femmes s'embrassent en larmes.  Sarah dit à Pepper qu'elle en a assez de ce style de vie et que ça ne peut plus durer, car ça va à l'encontre de ses valeurs.  Dans la dernière scène, Sarah est vue en train de quitter la ville en auto-stop, seule.

## Fiche technique
- Titre : Bare
- Réalisation : Natalia Leite
- Scénario : Natalia Leite
- Producteur :
- Production : Purple Milk, Indion Entertainment Group
- Musique :
- Pays d'origine :  États-Unis
- Langue d'origine : anglais américain
- Lieux de tournage : Moriarty, Nouveau-Mexique, États-Unis
- Genre : Drame, romance saphique
- Durée : 88 minutes (1 h 28)
- Date de sortie : 30 octobre 2015  États-Unis

## Distribution
- Dianna Agron : Sarah Barton
- Paz de la Huerta : Pepper
- Chris Zylka : Haden
- Louisa Krause : Lucille Jacobs
- Mary Price Moore : Linda Barton
- Lora Martinez-Cunningham : Jaz
- Alexandra Roxo : Ginger
- Travis Hammer : Billy
- Kelley Lewallen : Jenny
- Kelly Pittman : Diana
- Anthony Michael Jarvis : Jack
- Luis Bordonada : Carlos
- J.D. Garfield : Terry
- James Burnett : Casey
- Hank Rogerson : John Woodley